# Entretien des chaudières
 (septembre 2022).
 (septembre 2022).
L'entretien consiste à vérifier, régler et nettoyer les principaux organes de fonctionnement des chaudières (bois, charbon, gaz, fioul), des chauffe-eau et chauffe-bains et en contrôler leur rendement de combustion.
En France, l’entretien annuel de l'installation de chauffage et de production d’eau chaude d'un utilisateur est rendu obligatoire par le règlement sanitaire départemental paru le 9 août 1978, par le Code de l'environnement (art. R224-41-4 à R224-41-9) ainsi qu'à l'arrêté du 15 septembre 2009. Cet entretien s’effectue sous la responsabilité de l'utilisateur et à son initiative.
C’est donc aux propriétaires occupants et aux locataires de s’en assurer pour les logements individuels. En ce qui concerne les équipements collectifs, cette obligation incombe aux propriétaires et aux syndics de copropriété.

## Nécessité d'un entretien régulier
- Cela limite les risques d'accidents domestiques, notamment les intoxications au monoxyde de carbone (CO) qui sont une des causes d’intoxication accidentelle en milieu domestique. Le nombre annuel de décès par intoxication au monoxyde de carbone (hors incendies et suicides) est passé de près de 300 cas à la fin des années 1970 à une centaine de cas entre 2000 et 2004, correspondant à une diminution des taux de mortalité annuels de plus de 75 % en 20 ans. Cependant, en 2006, il y a encore eu 1 069 intoxications avérées dans l’habitat déclarées au système national de surveillance piloté par l’Institut de Veille Sanitaire. 2 953 personnes ont été impliquées dans ces intoxications ; 1 849 d’entre elles ont été conduites aux urgences, 602 ont été hospitalisées et 44 sont décédées. L'exposition au monoxyde de carbone est la première cause de mortalité par intoxication aiguë en France[1].

Les accidents résultent :
1. de la mauvaise évacuation des produits de combustion (conduit de fumée obstrué ou mal dimensionné) ;
2. de l'absence de ventilation dans la pièce où est installé l'appareil (pièces calfeutrées, sorties d'air bouchées) ;
3. du défaut d'entretien des appareils de chauffage et de production d'eau chaude ainsi que les inserts, poêles, cuisinières, chauffages mobiles d'appoint ;
4. de la vétusté des appareils ;
5. de la mauvaise utilisation de certains appareils (appareils de chauffage d'appoint utilisés en continu par exemple, groupes électrogènes…).

Chacun de ces facteurs de risque (hormis le dernier) doit en principe être décelé lors de l'entretien annuel qui ne peut être effectué que par des professionnels qualifiés et habilités à le faire.
- Une chaudière entretenue permet de réduire sa consommation de 8 à 12 %[2].

- Une chaudière mal entretenue génère environ cinq fois plus de pannes qu’une chaudière entretenue annuellement et sa durée de vie est de deux à trois fois moins longue[2].

## Les professionnels
En France, on trouve beaucoup d'entreprises artisanales, des enseignes filiales de grands groupes industriels,  des indépendants ou encore des sociétés de SAV intégrées aux constructeurs de chaudières 
Dans tous les cas, il faut faire appel à un professionnel, qualifié à cet effet par l'Organisme professionnel de qualification et de classification du bâtiment (Qualibat), pour qu'il procède à la visite d'entretien (VE). Elle peut se faire dans le cadre d'un contrat d'entretien, ou d'une simple visite.
Il existe différentes certifications pour ces entreprises (Qualisav, PMG, Qualicert, AFAQ/AFNOR) et un syndicat professionnel appelé le SYNASAV.

## L'entretien
L'entretien doit comporter a minima les opérations telles qu'elles sont décrites au 3.1 de la norme NF X50-010 relative au contrat d'abonnement pour l'entretien des chaudières à usage domestique utilisant les combustibles gazeux.
La visite d'entretien obligatoire doit prévoir au minimum (norme NF X50-010) :
- nettoyage du corps de chauffe, du brûleur, de la veilleuse, de l'extracteur (si incorporé dans l'appareil)
- mesure de la température des fumées (pour les chaudières équipées de brûleurs à air soufflé)
- mesure de la teneur en dioxyde de carbone ou en oxygène dans les fumées (pour les chaudières équipées de brûleurs à air soufflé)
- vérification du circulateur (si incorporé dans l'appareil)
- vérification et réglage des organes de régulation (si incorporés dans l'appareil)
- vérification des dispositifs de sécurité de l'appareil
- dans le cas d'une chaudière raccordée à une VMC  gaz : vérification de la sécurité individuelle équipant ladite chaudière
- nettoyage du conduit de raccordement
- vérification des débits de gaz et réglage éventuel, si cette procédure est bien prévue par le fabricant
- pour les chaudières avec ballon à accumulation, vérification des anodes ainsi que des accessoires fournis par le constructeur et suivant les prescriptions de celui-ci
- la main-d'œuvre nécessaire au remplacement des pièces défectueuses
- la fourniture des joints des raccords mécaniques dont le changement est rendu nécessaire du fait des opérations d'entretien, à l'exclusion des autres pièces.

Chaque intervention du professionnel fait l'objet d'un bulletin de visite signé par les deux parties et comportant la liste des opérations effectuées ainsi que les résultats de certaines mesures. L'original doit être remis au client.
En fonction du chauffagiste, des caractéristiques de son équipement et de la formule choisie, la visite peut comprendre d'autres prestations.

## Les contrats d'entretien
Le ministère de l'Intérieur et l'Ademe suggèrent que la solution la plus simple est de souscrire un contrat d’entretien, lequel « garantit une visite annuelle de prévention (réglage, nettoyage et remplacement des pièces défectueuses) et un dépannage gratuit sur simple appel ». Le coût de ce type de contrat annuel, qui n'est pas obligatoire, débute à environ 100 euros/an, selon le type de chaudière et les prestations demandées.
Les normes AFNOR NF X50 010 pour les contrats d'entretien d'appareils fonctionnant au gaz et AFNOR NF X50 011 pour les contrats d'entretien d'appareils fonctionnant au fioul, parues en 2007, définissent les caractéristiques et les conditions que doivent remplir les contrats d'abonnement pour l'entretien des installations.